# モスクワ・シグナル事件

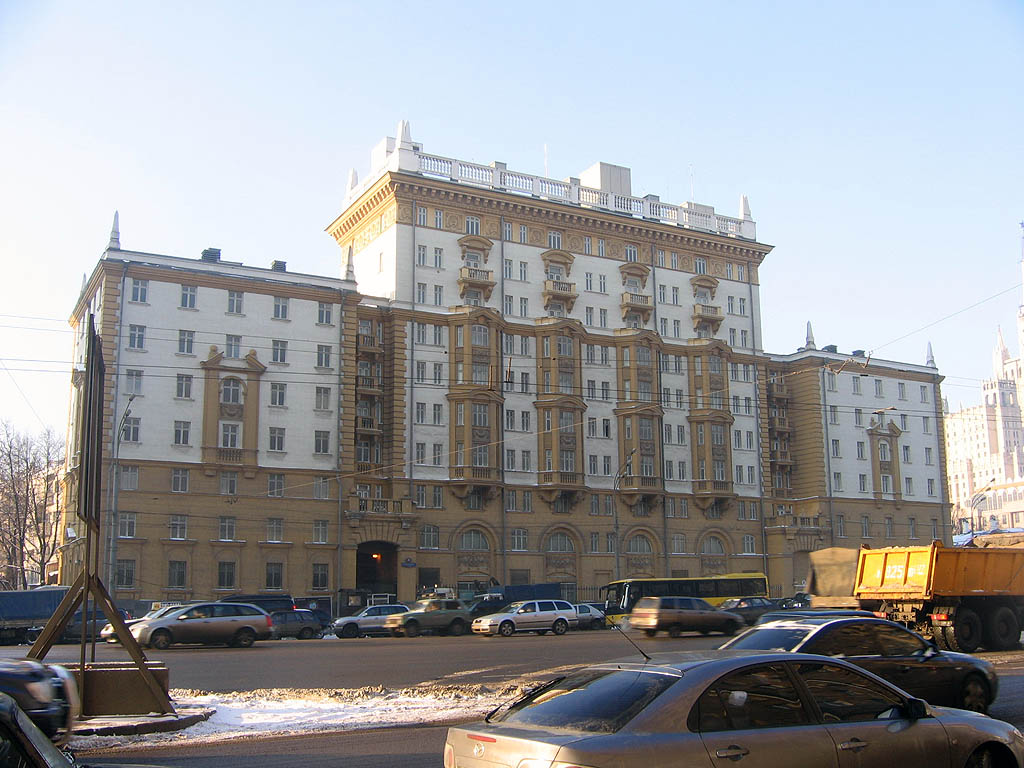
米国大使館、モスクワ

モスクワ・シグナル事件（Moscow_Signal）とは、1953年から1976年にかけてモスクワにあるアメリカ大使館で低出力のマイクロ波が検出された事件。
検出されたマイクロ波の出力は年代により異なるが、強い時で15マイクロワットほどだった。この出力は、アメリカの安全基準の10ミリワットを3桁も下回っていたが、ソ連の安全基準の10マイクロワットを超えていたために、様々な憶測を生んだ。
米国政府は最終的に、これはおそらくスパイ行為の試みであり、この結論には異議が唱えられているものの、大使館職員に重大な健康影響はないと判断した。

## 背景
「モスクワ・シグナル」は、米国の諜報当局が大使館で記録された低電力信号を説明するために使用した用語である。マイクロ波の送信は1平方センチメートルあたりわずか5マイクロワットで、これは電子レンジ内の放射照度と何かを加熱するために必要な放射照度を、はるかに下回っている。だが、これらのシグナルはソビエト連邦の最大曝露基準よりも100倍強力で、米国当局の間で懸念を引き起こした。
マイクロ波ビームは、10階建ての大使館の建物の東約100メートル（109ヤード）のアパートの建物から発せられた。ビームは建物の東側を対象とし、3階と8階の間で最も強度が高かった。
1953年の定期的なバックグラウンド放射線テスト中に、マイクロ波が検出され、疑いのあるソビエト軍に供給された。 11年後、マイクロ波に対するシールドが最終的に導入された。シグナルの定期的な監視中に、1975年にビームの強度が増加したことが発見された。これらのマイクロ波の発見は、1976年2月まで一般市民や多くの大使館職員に認知されていなかった。
ソビエト連邦が米国大使館でマイクロ波送信を指示する多くの理由がある。これらの可能性の中には、マイクロ波送信が米国の諜報活動で盗聴技術を誘因するために使用されたという最も可能性の高い理論がある。他の理論には、通信妨害や、技術がアメリカ大使館職員の健康、精神、または行動を妨害するために使用されたという、証明されていないが人気のある学派が含まれる。

## 結果

### アメリカ合衆国の有人テスト
1969年5月12日の会議から分単位で、国防高等研究計画局科学委員会は8名の被験者で計画を先へ進めることについて話し合った。被験者はモスクワ・シグナルにさらされ、その後、一連の医学的および心理的検査を受ける。委員会は、男性の被験者に「精巣を提供する」ことを推奨したが、有人テストは行われていない。プログラムは1969年に閉鎖され、行動および、または生物学的機能に対するシグナルの影響が「微妙すぎるか、または取るに足らないものである」と見なされた。

### モスクワ大使館の研究
1976年、マイクロ波放射が増加したことが判明した後、米国国務省は、ジョンズ・ホプキンス大学の疫学部の支援を受けて、エイブラハム・リリエンフェルドが主導する研究を委託した。この調査の目的は、モスクワ大使館のスタッフとその家族を、日常生活で多くの類似点を共有していたであろう他の東欧の米国大使館に関連するスタッフと家族と比較することであった。危険にさらされたグループは、1953年1月1日から1976年6月30日までモスクワ大使館で働いていたスタッフとその家族であった。比較グループは、同じ期間に選択された他の東ヨーロッパ大使館の個人とその家族であった。この研究は未発表でしたが、1978年の報告では健康への悪影響はないと結論付けられた 。
機密解除された情報と新しい統計分析を用いた1978年の研究に基づく2019年のスペインの研究では、1976年のモスクワ大使館の従業員は一般住民よりもがん死亡率が高く、ヨーロッパの大使館の従業員全体よりも健康状態が悪いことがわかった。

### 健康への影響
ウォルター・ストッセル大使は1975年に病気になり、目からの出血などの症状が出、後に白血病で亡くなった。1975年の電話で、ヘンリー・キッシンジャー米国務長官はストーセルの病気を電子レンジに関連付け、「私たちは物事を静かに保とうとしている」と述べた。他の複数の大使や大使館職員が癌で亡くなったが、非電離放射線と癌リスクの上昇との間に科学的にもっともらしい関連性が示されたことはない。

### アメリカのザッピング
モスクワ信号事件のニュースが一般に広まった後、多くのアメリカ人は「目に見えない脅威」を恐れるようになった。人々は見ることはできなかったが、恐れていたことが人々を殺す可能性があった。著者のポール・ブローダーは、「洗剤酵素、発ガン性アスベスト繊維、スプレー缶内のオゾンを枯渇させるフルオロカーボン」など、人命に対する環境ハザードのリストの形で「目に見えない脅威」の危険性についてアメリカ人に最初に警告しました。ブローダーの著書『ザ・ザッピング・オブ・アメリカ』の中で、ブローダーはアメリカ人がミサイル追跡レーダー、テレビ送信機、さらには一般的な家庭用電子レンジからの致命的なレベルの放射線にさらされていると主張している。ピープル誌へのインタビューで、ブローダーは、米国の最大曝露基準は1平方センチメートルあたり10ミリワットであるが、その基準は施行できないと説明した。また、「脳化学と中枢神経系の変化、造血系の異常と出生障害」をもたらした複数の動物実験があったと主張した。インタビューの後半で、ブローダーは放射線の量について警告した。平均的な家庭の電子レンジの漏れは、「労働者の被爆に関する東欧およびソビエトの基準の500倍、一般人口の推奨制限の5,000倍」であるという。アメリカ人からは、マイクロ波が行動変容やマインドコントロールの武器として使用される可能性があるという懸念が生じました。「ティンホイル・ハット」理論として始まったかもしれないものはすぐに本格的な被害妄想に巻き込まれ、電子レンジで温めている間は食べ物を見ないなど、今日でも多くの疑惑が生まれた。

## 冷戦との関係

### 技術の進歩
冷戦は、ソビエトの共産主義と膨張主義の政策とイデオロギーを脅かした「トルーマン・ドクトリン」の署名から始まったと考えられている。「冷戦」という用語は、関係する2つの大国、米国とソビエト連邦の間に実際の大規模な戦闘がなかったため、この戦争を説明するために使用される。冷戦は軍備拡張競争として戦い、冷戦のスパイ活動に依存して相手国に損害を与えた。モスクワ・シグナルは、一般に「米ソデタント」と呼ばれる冷戦時代に使用され、人間の諜報機関を必要とせずに他国の送信をスパイするために使用される監視技術の一例である。

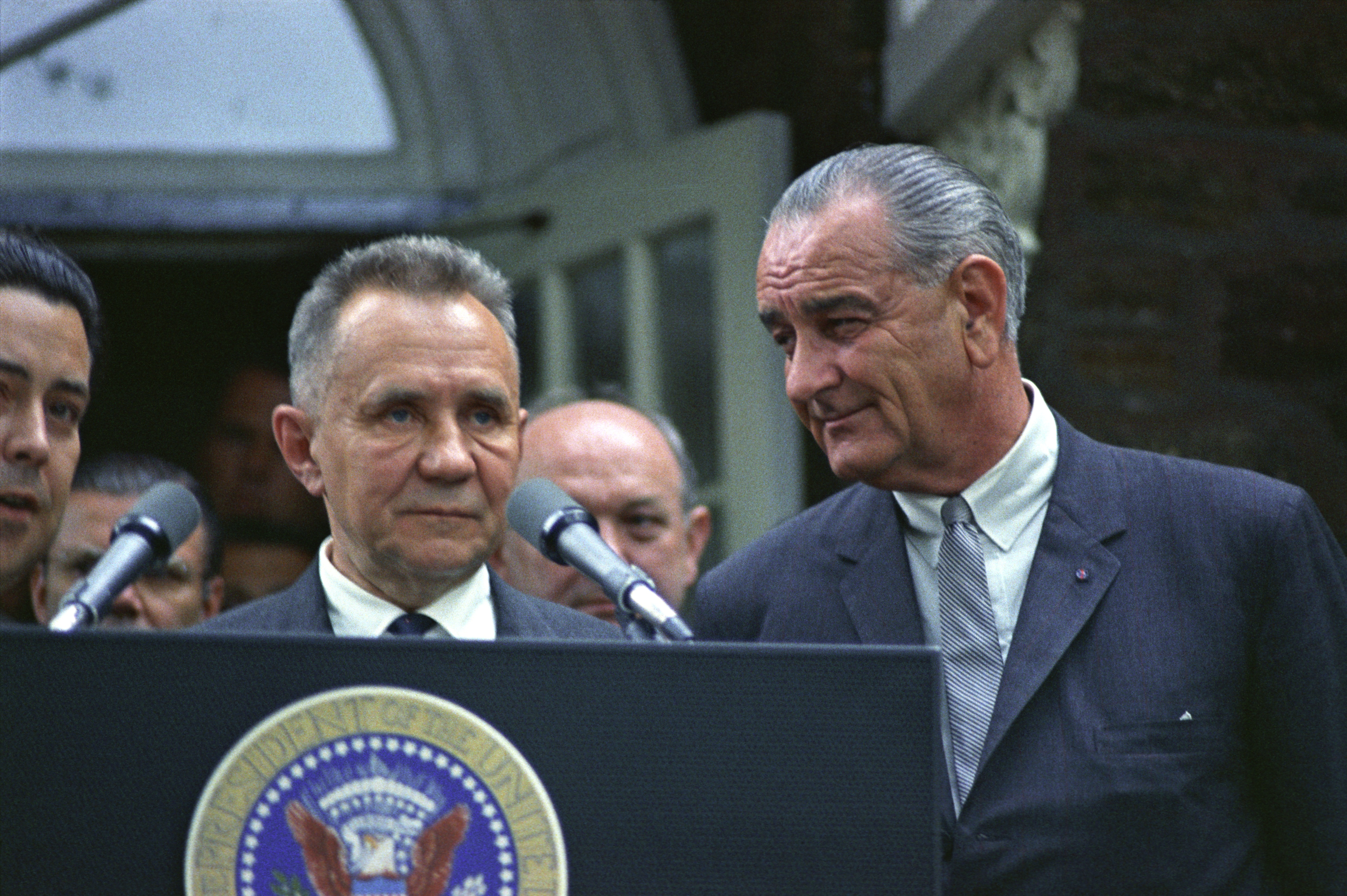
1967年のグラスボロ・サミット会議

### 1967年のグラスボロ・サミット会議
1967年6月、ソビエト連邦と米国の関係を議論する目的で米国政府とソビエト政府の指導者であるリンドン・ジョンソン大統領とアレクセイ・コスイギン首相のグラスボロ・サミット会議がニュージャージー州グラスボロで開催された。この会議の過程で、米国はマイクロ波技術の使用についてクレムリンにいくつかの抗議を行ったが、その後マイクロ波技術がモスクワの米国大使館で数年間使用されたため、抗議は失敗に終わった。